# اچ‌ام‌اس هارویچ (۱۶۹۵)
اچ‌ام‌اس هارویچ (۱۶۹۵) (به انگلیسی: HMS Harwich (1695)) یک کشتی بود که طول آن ۱۳۰ فوت ۲ اینچ (۳۹٫۷ متر) بود.